# Li Chung-č'
Li Chung-č´ (čínsky: 李洪志 , pinyin: Lǐ Hóngzhì) je čínský náboženský vůdce. Je zakladatelem a vůdcem náboženského hnutí Fa-lun Kung/ Fa-lun Ta-fa, které se na území Čínské lidové republiky těšilo popularitě od roku 1990. Li započal své učení v roce 1992 ve městě Čchang-čchung a následně přednášel a předával myšlenky Fa-lun Kung napříč Čínou. Nicméně roku 1999 bylo hnutí potlačeno vládou Čínské lidové republiky a v současné době čínská vláda hnutí Fa-lun Kung nepodporuje. Jedná se o velice cenzurované/citlivé téma a praktikující tohoto hnutí na území ČLR se tak vystavují riziku zatčení. V roce 1995 se Li Chung-č´ věnuje učení myšlenek Fa-lun Kung v zahraničí a od roku 1998 trvale pobývá na území Spojených států amerických. 

## Historický kontext
Období let 1989-2001 na území Čínské lidové republiky označujeme za období normalizace a modernizace, tedy období po Pekingských událostech, kdy v Čínské lidové republice docházelo k politické stabilizaci, sociální liberalizaci, rozšířené urbanizaci a rychlému ekonomickému rozvoji. Z hlediska rozvoje se vylepšila infrastruktura na celém území Číny, konkrétně výstavba vysokorychlostních železnic a dálnic. Dále pak výstavba více energetických zdrojů např. solárních, větrných a vodních elektráren. V tomto časovém úseku také došlo k navrácení Hongkongu a Macaa vládě ČLR a k navázání neformálních vztahů s vládou Čínské republiky na Tchaj-wanu. Nicméně bylo to také období určitých problémů. Díky rušení státních firem, bylo mnoho lidí propuštěno a zvýšila se tak nezaměstnanost. Kvůli soukromému vlastnictví narůstala korupce a mnoho dalších problémů jako je kriminalita, sociální a etnické nerovnosti, ničení životního prostředí a v neposlední řadě také rozvoj náboženských kultů, sekt jako je hnutí Fa-lun Kung. Nicméně vznik tohoto hnutí pro Komunistickou stranu Číny představoval ohrožení systému vlády, tudíž bylo rychle potlačeno. Onen počáteční úspěch Liova hnutí se částečně přikládá popularitě cvičení čchi-kung na konci 80. a začátku 90. let díky již zmíněné sociální liberalizaci.

## Liův život, kontroverze
Co se týče Liova raného života, existuje více verzí neoficiálních biografií, ve kterých najdeme minimální informace o Liově běžném životě a rodině. Biografie z velké části připomínají spíše hagiografie, obsahují rodovou linii taoistických a buddhistických mistrů a popis, jakým způsobem Li získal své nadpřirozené schopnosti a fyzické dovednosti. Některé informace a data jsou nepřesné a v určitých aspektech to vede ke kontroverzi. Například kontroverze týkající se Liova data narození, která započala roku 1999. Zatímco dle čínské vlády se Li narodil roku 1952, sám Li Chung-č´ tvrdí, že se narodil 13. května roku 1951, se stejným datem narození jako Gautama Buddha. Jako důkaz narození v roce 1952 úřady poskytly svědectví porodní asistentky Pan Yufangové, která potvrdila Liovo narození v červenci roku 1952. Dle výzkumu profesora Jamese R. Lewise s pomocí čínské protikultové organizace Kaiwind Li údajně změnil své identifikační údaje s pomocí přítele ve vládní službě a policistky Sun Lixian.Došlo k úpravě data narození a identifikačního čísla. Li nicméně v rámci své obhajoby tvrdí, že díky kulturní revoluci bylo jeho datum nesprávně vytištěno a tuto chybu v roce 1994 pouze opravil. Na obvinění, že si toto datum Li vybral z důvodu narození Gautamy Buddhy se Li objahuje tím, že se sám nepovažuje za Buddhu a je pouze obyčejný člověk. Nicméně toto tvrzení je v rozporu s jeho učením, kdy Li tvrdí, že má řadu nadpřirozených schopností.
Další kontroverzí je změna Liova jména z Lai na Hongzhi (Chung-č´), kdy čínská vláda uvádí, že Li změnil své jméno z Lai na Hongzhi (Chung-č´) kvůli významu. Chung-č´ totiž znamená "obrovská vůle" a zní to více revolučněji. V rámci jeho života biografie také uvádějí, že Li pochází z města Kung Ču-ling v provincii Ťi-lin. Nicméně, zatímco první verze biografie popisuje Liův život v chudobě a jak Li snášel tvrdou práci a pečování o mladší sourozence, druhá verze naopak zdůrazňuje Liovo průměrné sociální zázemí.

## Čínská vláda o Liově životě
Údajně oficiální biografii zveřejnila vláda Čínské lidové republiky v roce 1999. Nicméně vydání této biografie je bráno jako reklamní kampaň proti hnutí Fa-lun Kung. Dle vlády Čínské lidové republiky pocházel Li Chung-č´ z rodiny s rozvedenými rodiči, přičemž Li zůstal se svými sourozenci se svou matkou. Dokončil základní i středoškolské vzdělání a po dokončení střední školy zastával různá zaměstnání, jako je práce na farmě pro vojenské koně, u policejní jednotky jako trumpetista a také zastával pozici úředníka ve společnosti Grain Oil Procurement. Dle výpovědí Liových bývalých spolužáků, spolupracovníků Lia nikdy neviděli praktikovat čchi-kung, ani nic nevěděli o údajné nadpřirozené moci či buddhistických, taoistických mistrech, které Li studoval.

## Působení za hnutí Fa-lun Kung
Li Chung-č´ představil hnutí Fa-lun Kung 13. května 1992 na střední škole Čchang-čchun v Ťi-lin. V letech 1992-1994 cestoval po Číně, přednášel a učil cvičení Fa-lun Kung. Dle hnutí Fa-lun Kung byl velký Liův úspěch uznán na výstavě orientálního zdraví v Pekingu v letech 1992 a 1993. Díky tomu se zprávy o léčivých silách Fa-lun Kung rozšířily po čínském území. Následující rok se Li stal členem organizačního výboru pekingské zdravotní výstavy a dostal několik uznání, ocenění. V tomto období si Li vybudoval pozitivní vztah s Ministerstvem veřejné bezpečnosti. V Pekingu roku 1994 přednášel na univerzitě veřejné bezpečnosti a výtěžek ze seminářů věnoval nadaci pro zraněné policisty. Roku 1995 byla v aule ministerstva bezpečnosti slavnostně vydána Liova kniha Čuan Fa-lun.

## Život v zahraničí
Li Chung-č´ ukončil v Čínské lidové republice učení hnutí Fa-lun Kung roku 1995. Ten samý rok se rozhodl začít hnutí šířit do zahraničních států. První zastávkou bylo čínské velvyslanectví v Paříži, dále pak Švédsko a mezi lety 1995-1999 již přednášel v dalších zemích světa jako je Austrálie, Kanada, Nový Zéland, Singapur, USA nebo Švýcarsko. V roce 1996 se společně se svou manželkou a dcerou přestěhoval do Spojených států amerických a v roce 1998 si v New Yorku zřídil trvalý pobyt. Počínaje rokem 1999, tedy po zákazu hnutí Fa-lun Kung v Číně, byly proti Li Chung-č´mu  vznesena obvinění a čínská veřejná bezpečnost požadovala Liovo zatčení. Nicméně tato žádost byla zamítnuta vládou Spojených států, která se nechala slyšet, že se Li nedopustil žádného běžného trestného činu a obvinění ze strany Číny je politického, náboženského charakteru. Od roku 2001 Li Chung-č´ získal více než 340 ocenění a 14.3.2001 získal Li společně se svým hnutím Mezinárodní cenu náboženské svobody. Kromě toho byl také nominován na Sacharovu cenu v roce 2001 a na Nobelovu cenu za mír v letech 2000-2001. Po roce 2000 Li Chung-č´ také založil mediální společnost The Epoch Times a uměleckou organizaci Šen Jün jako další prostředek svého učení.